# Optatam totius
Optatam totius je dekret II. vatikánského koncilu o formaci kandidátů ke kněžství. Byl promulgován s cílem obnovit formaci v kněžských seminářích v rámci reformy katolické církve, kterou koncil zahájil. Dekret byl schválen koncilem v posledních měsících jeho práce. Přijatý byl 2318 hlasy proti 3 hlasům biskupů. Dekret byl oficiálně promulgován papežem Pavlem VI. 28. října 1965.
Tento dekret stanoví obecné zásady pro kněžskou formaci, jejímž hlavním cílem je „obnova celé církve, která do značné míry závisí na kněžské službě“. Zdůrazňuje důležitost kněžské formace a směrnic, které je třeba uplatňovat, přičemž bere v úvahu, že kněžská formace je nutná pro všechny kněze všeobecného a řeholního kléru a všech obřadů z důvodu jednoty katolického kněžství. Příslušné biskupské konference byly pověřeny vypracováním obecných předpisů pro různé regionální a místní podmínky a zvláštnosti. 

## Historie dokumentu
Mezi deseti komisemi pro přípravu koncilu, zřízenými 5. června 1960 na základě motu proprio „Superno Dei nutu“ Jana XXIII., byla sedmou komise „O studiích a seminářích“ („de Studiis et Seminariis“). Předsedal jí italský kardinál Pizzardo, prefekt Kongregace pro katolickou výchovu. Mezi jejími 40 členy byli biskupové a rektoři seminářů. Národní složení bylo následující: 47,5 % tvořili Italové; 17,5 % Francouzi; 10 % Němci; 7,5 % Španělé; 7,5 % Američané; 10 % čtyři další národnosti mezi nimiž byl i polský člen komise lodžský biskup Michał Klepacz.

## Obsah
Dokument je rozdělen do následujících oddílů:
- I. Reorganizace kněžské formace v jednotlivých národech
Dekret se zabývá vzděláváním kněží v moderním kontextu. Jak dekret zdůrazňuje ve své preambuli: „Svatý koncil prohlašuje prvořadý význam přípravy na kněžství a vyhlašuje určité základní zásady, které slouží k potvrzení zákonů již prověřených staletou zkušeností, a zavádí určité novinky, které jsou v souladu s konstitucemi a dekrety tohoto svatého koncilu, jakož i se změněnými podmínkami doby“.[3]
Dekret zdůrazňuje, že při takové rozmanitosti národů v církvi je možné uvést pouze obecné normy pro přípravu na kněžství, závazné pro všechny. Konkrétnější body musí být stanoveny v „programu přípravy na kněžství“, který přijme konference katolických biskupů jednotlivých zemí a liturgických obřadů.
- II. Větší podpora kněžských povolání
Dekret věnuje zvláštní pozornost potřebě podporovat povolání ke kněžství a duchovní přípravu kandidátů. Velká část dekretu je věnována zásadám struktury a správy seminářů a disciplínám, které se v nich vyučují. Seminaristé musí kromě vlastních církevních disciplín získat i humanitní a přírodovědné vzdělání, které umožňuje mladým lidem v jejich zemi přístup k vyššímu vzdělání. Mezi požadované církevní předměty patří latina, liturgický jazyk dané země a obřadu, filozofické disciplíny včetně dějin filozofie, dogmatická teologie, exegetika, morální teologie, církevní dějiny a kanonické právo. Podporuje se studium jazyků Písma svatého a tradice, jakož i studium nekatolických denominací a náboženství rozšířených v dané zemi.
- III. Organizace kněžských seminářů
- IV. Péče o důkladnější duchovní formaci
Dekret uzavírají pokyny pro pastorační přípravu budoucích kněží, které zdůrazňují, že kromě určitého množství znalostí se seminaristé musí naučit „umění vést duše“.
- V. Reorganizace církevních studií
- VI. Podpora pastorační formace v užším slova smyslu
- VII. Pokračující vzdělávání po ukončení studia

### Závěrečné slovo
Dokument prohlašuje se, že koncilní otcové jsou oddáni dílu Tridentského koncilu a s důvěrou svěřují tento úkol vedoucím seminářů. Koncil nabádá seminaristy, aby žili s vědomím, že jim byla svěřena naděje církve, a aby proto tato ustanovení přijali a svědomitě je plnili. 

## Význam
Podle kardinála Gabriela-Marie Garroneho byl dokument sepsán v kontextu všeobecně vnímané krize kněžství v 60. letech 20. století. Jeho hlavním cílem byla obnova seminářů. Obnovy seminární formace mělo být dosaženo prostřednictvím nového chápání kněžství a církve, jak byly představeny v koncilní konstituci o církvi Lumen gentium (21. listopadu 1964) a dekretu O životě a službě kněží Presbyterorum ordinis (7. prosince 1965).